# Patagonia (Arizona)
Patagonia es un pueblo ubicado en el condado de Santa Cruz en el estado estadounidense de Arizona. En el Censo de 2010 tenía una población de 913 habitantes y una densidad poblacional de 272,63 personas por km².

## Geografía
Patagonia se encuentra ubicado en las coordenadas 31°32′41″N 110°44′44″O / 31.54472, -110.74556. Según la Oficina del Censo de los Estados Unidos, Patagonia tiene una superficie total de 3.35 km², de la cual 3.34 km² corresponden a tierra firme y (0.39%) 0.01 km² es agua.

## Demografía
Según el censo de 2010, había 913 personas residiendo en Patagonia. La densidad de población era de 272,63 hab./km². De los 913 habitantes, Patagonia estaba compuesto por el 87.73% blancos, el 0.22% eran afroamericanos, el 2.19% eran amerindios, el 0% eran asiáticos, el 0% eran isleños del Pacífico, el 8.76% eran de otras razas y el 1.1% pertenecían a dos o más razas. Del total de la población el 42.39% eran hispanos o latinos de cualquier raza.